# Omar Ortega Álvarez
Omar Ortega Álvarez (Ciudad Guzmán, Jalisco; 14 de septiembre de 1970) es un político y abogado mexicano. Se ha desempeño como Diputado Federal en dos ocasiones. Actualmente es Diputado local en el Congreso del Estado de México por representación proporcional.

## Biografía
De acuerdo con su perfil curricular, Omar Ortega Álvarez nació el 14 de septiembre de 1970 en Ciudad Guzmán, Jalisco; sin embargo, estudió  Derecho en la  Universidad Autónoma del Estado de México (UAEM) y en la Universidad Hispanoamericana. 
Tras terminar sus estudios, de 1993 al 2000 fue maestro de las materias de Derecho I y II, Legislación Laboral, Filosofía, Civismo I y II, así como de Derecho Mercantil y Estructura Socioeconómica, en el Colegio Valle de Anáhuac y en el Centro de Estudios Agustinianos en San Lorenzo Coacalco.

## Trayectoria legislativa
Del 2000 al 2003, Omar Ortega fue diputado local suplente en la LIV Legislatura del Congreso del Estado de México. Al concluir, fue diputado federal en la LIX Legislatura hasta el 2006, fungiendo como secretario de la Comisión de Ciencia y Tecnología,  integrante de las comisiones de Atención a Grupos Vulnerables; y, Participación Ciudadana, así como del Comité de Información, Gestoría y Quejas. Del 2009 al 2012 fue diputado local suplente en la LVII Legislatura del Congreso del Estado de México.